# Loupiac (Tarn)
Loupiac – miejscowość i gmina we Francji, w regionie Oksytania, w departamencie Tarn. W 2013 roku jej populacja wynosiła 418 mieszkańców. Przez gminę przepływa rzeka Tarn. 